# Ischnura chromostigma
Ischnura chromostigma är en trollsländeart som beskrevs av Fraser 1927. Ischnura chromostigma ingår i släktet Ischnura och familjen dammflicksländor. Inga underarter finns listade i Catalogue of Life.